# Panama op het wereldkampioenschap voetbal 2018
Panama is een van de deelnemende landen aan het Wereldkampioenschap voetbal 2018 in Rusland. Het is de eerste deelname voor het land. Hernán Darío Gómez is de bondscoach. Het eerste doelpunt ooit, is gemaakt door de verdediger Felipe Baloy. Dit is gemaakt in de wedstrijd tegen Engeland. Panama verloor alle wedstrijden in de groepsfase, waardoor het laatste eindigde en zodoende uitgeschakeld.

## Kwalificatie

### Kwalificatieduels

#### Vierde ronde
|                              |         |                              |        |                                                                                                 |
| 13 november 2015 21:00 UTC−5 | Jamaica | 0 − 2                        | Panama | Independence Park, Kingston Toeschouwers: 18.000 Scheidsrechter: Roberto García Orozco (Mexico) |
| 13 november 2015 21:00 UTC−5 |         | 43' Cooper 52' (e.d.) Morgan |        | Independence Park, Kingston Toeschouwers: 18.000 Scheidsrechter: Roberto García Orozco (Mexico) |

|                              |            |       |                    | |
| 17 november 2015 20:30 UTC−5 | Panama     | 1 − 2 | Costa Rica         | Estadio Rommel Fernández, Panama-Stad Toeschouwers: 26.607 Scheidsrechter: Joel Aguilar (El Salvador) |
| 17 november 2015 20:30 UTC−5 | Tejada 71' |       | 66' Ruiz 69' Ureña | Estadio Rommel Fernández, Panama-Stad Toeschouwers: 26.607 Scheidsrechter: Joel Aguilar (El Salvador) |

|                           |       |       |        |                                                                                                  |
| 25 maart 2016 19:00 UTC−5 | Haïti | 0 − 0 | Panama | Sylvio Catorstadion, Port-au-Prince Toeschouwers: 13.082 Scheidsrechter: Oscar Reyna (Guatemala) |
| 25 maart 2016 19:00 UTC−5 |       |       |        | Sylvio Catorstadion, Port-au-Prince Toeschouwers: 13.082 Scheidsrechter: Oscar Reyna (Guatemala) |

|                           |           |       |       | |
| 29 maart 2016 20:30 UTC−5 | Panama    | 1 − 0 | Haïti | Estadio Rommel Fernández, Panama-Stad Toeschouwers: 13.082 Scheidsrechter: Óscar Moncada (Honduras) |
| 29 maart 2016 20:30 UTC−5 | Baloy 81' |       |       | Estadio Rommel Fernández, Panama-Stad Toeschouwers: 13.082 Scheidsrechter: Óscar Moncada (Honduras) |

|                              |                         |       |         | |
| 2 september 2016 20:30 UTC−5 | Panama                  | 2 − 0 | Jamaica | Estadio Rommel Fernández, Panama-Stad Toeschouwers: 19.717 Scheidsrechter: Joel Aguilar (El Salvador) |
| 2 september 2016 20:30 UTC−5 | Torres 28' Arroyo 90+2' |       |         | Estadio Rommel Fernández, Panama-Stad Toeschouwers: 19.717 Scheidsrechter: Joel Aguilar (El Salvador) |

|                              |                                |       |                   | |
| 6 september 2016 20:06 UTC−6 | Costa Rica                     | 3 − 1 | Panama            | Estadio Nacional de Costa Rica, San José Toeschouwers: 34.219 Scheidsrechter: Roberto García Orozco (Mexico) |
| 6 september 2016 20:06 UTC−6 | Bolaños 19', 79' Matarrita 84' |       | 90' (pen.) Tejada | Estadio Nacional de Costa Rica, San José Toeschouwers: 34.219 Scheidsrechter: Roberto García Orozco (Mexico) |

#### Eindstand Groep B
| Stand \| Pos. \| Land \| GW \| W \| G \| V \| DV \| DT \| DS \| Ptn \| \| ---- \| ---------- \| -- \| - \| - \| - \| -- \| -- \| -- \| --- \| \| 1 \| Costa Rica \| 6 \| 5 \| 1 \| 0 \| 11 \| 3 \| +8 \| 16 \| \| 2 \| Panama \| 6 \| 3 \| 1 \| 2 \| 7 \| 5 \| +2 \| 10 \| \| 3 \| Haïti \| 6 \| 1 \| 1 \| 4 \| 2 \| 4 \| −2 \| 4 \| \| 4 \| Jamaica \| 6 \| 1 \| 1 \| 4 \| 2 \| 10 \| −8 \| 4 \| |            |    |   |   |   |    |    |    |     |
| Pos. | Land       | GW | W | G | V | DV | DT | DS | Ptn |
| 1 | Costa Rica | 6  | 5 | 1 | 0 | 11 | 3  | +8 | 16  |
| 2 | Panama     | 6  | 3 | 1 | 2 | 7  | 5  | +2 | 10  |
| 3 | Haïti      | 6  | 1 | 1 | 4 | 2  | 4  | −2 | 4   |
| 4 | Jamaica    | 6  | 1 | 1 | 4 | 2  | 10 | −8 | 4   |

#### Vijfde ronde
|                                |          |             |        | |
| 11 november 2016 14:35 (UTC−6) | Honduras | 0 − 1       | Panama | Estadio Olímpico Metropolitano, San Pedro Sula Toeschouwers: 37.253 Scheidsrechter: Yadel Martínez (Cuba) |
| 11 november 2016 14:35 (UTC−6) |          | 22' Escobar |        | Estadio Olímpico Metropolitano, San Pedro Sula Toeschouwers: 37.253 Scheidsrechter: Yadel Martínez (Cuba) |

|                                |        |       |        | |
| 15 november 2016 21:05 (UTC−5) | Panama | 0 − 0 | Mexico | Estadio Rommel Fernández, Panama-Stad Toeschouwers: 26.500 Scheidsrechter: Ricardo Montero (Costa Rica) |
| 15 november 2016 21:05 (UTC−5) |        |       |        | Estadio Rommel Fernández, Panama-Stad Toeschouwers: 26.500 Scheidsrechter: Ricardo Montero (Costa Rica) |

|                             |                |       |        | |
| 24 maart 2017 19:00 (UTC−4) | Trinidad en T. | 1 − 0 | Panama | Hasely Crawford Stadium, Port of Spain Toeschouwers: 13.177 Scheidsrechter: Melvin Matamoros (Honduras) |
| 24 maart 2017 19:00 (UTC−4) | Molino 37'     |       |        | Hasely Crawford Stadium, Port of Spain Toeschouwers: 13.177 Scheidsrechter: Melvin Matamoros (Honduras) |

|                             |           |       |                  | |
| 28 maart 2017 21:05 (UTC−5) | Panama    | 1 − 1 | Verenigde Staten | Estadio Rommel Fernández, Panama-Stad Toeschouwers: 23.052 Scheidsrechter: Roberto García Orozco (Mexico) |
| 28 maart 2017 21:05 (UTC−5) | Gómez 44' |       | 40' Dempsey      | Estadio Rommel Fernández, Panama-Stad Toeschouwers: 23.052 Scheidsrechter: Roberto García Orozco (Mexico) |

|                           |            |       |        | |
| 8 juni 2017 20:00 (UTC−6) | Costa Rica | 0 − 0 | Panama | Estadio Nacional de Costa Rica, San José Toeschouwers: 35.040 Scheidsrechter: Jair Marrufo (Verenigde Staten) |
| 8 juni 2017 20:00 (UTC−6) |            |       |        | Estadio Nacional de Costa Rica, San José Toeschouwers: 35.040 Scheidsrechter: Jair Marrufo (Verenigde Staten) |

|                            |                         |       |                    | |
| 13 juni 2017 20:35 (UTC−5) | Panama                  | 2 − 2 | Honduras           | Estadio Rommel Fernández, Panama-Stad Toeschouwers: 24.877 Scheidsrechter: Roberto García Orozco (Mexico) |
| 13 juni 2017 20:35 (UTC−5) | Pérez 41' R. Torres 90' |       | 5' Quioto 66' Elis | Estadio Rommel Fernández, Panama-Stad Toeschouwers: 24.877 Scheidsrechter: Roberto García Orozco (Mexico) |

|                                |            |       |        | |
| 1 september 2017 20:35 (UTC−5) | Mexico     | 1 − 0 | Panama | Aztekenstadion, Mexico-Stad Toeschouwers: 37.835 Scheidsrechter: Walter López Castellanos (Guatemala) |
| 1 september 2017 20:35 (UTC−5) | Lozano 53' |       |        | Aztekenstadion, Mexico-Stad Toeschouwers: 37.835 Scheidsrechter: Walter López Castellanos (Guatemala) |

|                                |                                              |       |                | |
| 5 september 2017 21:05 (UTC−5) | Panama                                       | 3 − 0 | Trinidad en T. | Estadio Rommel Fernández, Panama-Stad Toeschouwers: 19.000 Scheidsrechter: Henry Bejarano (Costa Rica) |
| 5 september 2017 21:05 (UTC−5) | G. Torres 39' Mitchell 58' (e.d.) Arroyo 85' |       |                | Estadio Rommel Fernández, Panama-Stad Toeschouwers: 19.000 Scheidsrechter: Henry Bejarano (Costa Rica) |

|                              |                                              |       |        |                                                                                                   |
| 6 oktober 2017 19:35 (UTC−4) | Verenigde Staten                             | 4 − 0 | Panama | Orlando City Stadium, Orlando Toeschouwers: 25.303 Scheidsrechter: Roberto García Orozco (Mexico) |
| 6 oktober 2017 19:35 (UTC−4) | Pulisic 8' Altidore 19', 43' (pen.) Wood 63' |       |        | Orlando City Stadium, Orlando Toeschouwers: 25.303 Scheidsrechter: Roberto García Orozco (Mexico) |

|                               |                             |       |             | |
| 10 oktober 2017 19:00 (UTC−5) | Panama                      | 2 − 1 | Costa Rica  | Estadio Rommel Fernández, Panama-Stad Toeschouwers: 26.503 Scheidsrechter: Walter López Castellanos (Guatemala) |
| 10 oktober 2017 19:00 (UTC−5) | G. Torres 52' R. Torres 88' |       | 36' Venegas | Estadio Rommel Fernández, Panama-Stad Toeschouwers: 26.503 Scheidsrechter: Walter López Castellanos (Guatemala) |

### Eindstand
| Pos. | Land             | GW | W | G | V | DV | DT | DS  | Ptn |
| ---- | ---------------- | -- | - | - | - | -- | -- | --- | --- |
| 1    | Mexico           | 10 | 6 | 3 | 1 | 16 | 7  | +9  | 21  |
| 2    | Costa Rica       | 10 | 4 | 4 | 2 | 14 | 8  | +6  | 16  |
| 3    | Panama           | 10 | 3 | 4 | 3 | 9  | 10 | −1  | 13  |
| 4    | Honduras         | 10 | 3 | 4 | 3 | 13 | 19 | −6  | 13  |
| 5    | Verenigde Staten | 10 | 3 | 3 | 4 | 17 | 13 | +4  | 12  |
| 6    | Trinidad en T.   | 10 | 2 | 0 | 8 | 7  | 19 | –12 | 6   |

## WK-voorbereiding

### Wedstrijden
|                                                  |                                |       |                      | |
| 9 november 2017 «onderlinge duels» 19:30 (UTC+1) | Iran                           | 2 – 1 | Panama               | UPC Arena, Graz (Oostenrijk) Toeschouwers: 1.000 Scheidsrechter: Manuel Schüttengruber (Oostenrijk) |
| 9 november 2017 «onderlinge duels» 19:30 (UTC+1) | Dejagah 16' (pen.) Ghoddos 19' |       | 38' (pen.) G. Torres | UPC Arena, Graz (Oostenrijk) Toeschouwers: 1.000 Scheidsrechter: Manuel Schüttengruber (Oostenrijk) |

|                                                   |              |       |              |                                                                       |
| 14 november 2017 «onderlinge duels» 20:45 (UTC+0) | Wales        | 1 – 1 | Panama       | Cardiff City Stadium, Cardiff Scheidsrechter: Bart Vertenten (België) |
| 14 november 2017 «onderlinge duels» 20:45 (UTC+0) | Lawrence 74' |       | 90+3' Cooper | Cardiff City Stadium, Cardiff Scheidsrechter: Bart Vertenten (België) |

|                                                |            |       |           |                                                                                   |
| 22 maart 2018 «onderlinge duels» 20:00 (UTC+1) | Denemarken | 1 – 0 | Panama    | Brøndbystadion, Brøndby Toeschouwers: 21.745 Scheidsrechter: Neil Doyle (Ierland) |
| 22 maart 2018 «onderlinge duels» 20:00 (UTC+1) | Sisto 69'  |       | 66' Pérez | Brøndbystadion, Brøndby Toeschouwers: 21.745 Scheidsrechter: Neil Doyle (Ierland) |

|                                                |                                                                       |       |        |                                                                                       |
| 27 maart 2018 «onderlinge duels» 19:00 (UTC+2) | Zwitserland                                                           | 6 – 0 | Panama | Swissporarena, Luzern Toeschouwers: 8.600 Scheidsrechter: Oliver Drachta (Oostenrijk) |
| 27 maart 2018 «onderlinge duels» 19:00 (UTC+2) | Džemaili 22' Xhaka 31' (pen.) Embolo 33' Zuber 39' Drmić 49' Frei 68' |       |        | Swissporarena, Luzern Toeschouwers: 8.600 Scheidsrechter: Oliver Drachta (Oostenrijk) |

|                                              |        |       |               | |
| 29 mei 2018 «onderlinge duels» 20:00 (UTC−5) | Panama | 0 – 0 | Noord-Ierland | Estadio Rommel Fernández, Panama-Stad Toeschouwers: 26.000 Scheidsrechter: Henry Bejarano (Costa Rica) |
| 29 mei 2018 «onderlinge duels» 20:00 (UTC−5) |        |       |               | Estadio Rommel Fernández, Panama-Stad Toeschouwers: 26.000 Scheidsrechter: Henry Bejarano (Costa Rica) |

|                                              |           |       |        |                                                                                        |
| 6 juni 2018 «onderlinge duels» 19:00 (UTC+2) | Noorwegen | 1 – 0 | Panama | Ullevaalstadion, Oslo Toeschouwers: 7.435 Scheidsrechter: Serdar Gözübüyük (Nederland) |
| 6 juni 2018 «onderlinge duels» 19:00 (UTC+2) | King 4'   |       |        | Ullevaalstadion, Oslo Toeschouwers: 7.435 Scheidsrechter: Serdar Gözübüyük (Nederland) |

## Het wereldkampioenschap
Op 1 december 2017 werd er geloot voor de groepsfase van het Wereldkampioenschap voetbal 2018. Panama werd samen met België, Tunesië en Engeland ondergebracht in groep G en kreeg daardoor Sotsji, Nizjni Novgorod en Saransk als speelsteden.

### Wedstrijden

#### Groepsfase
| Nr. | Land     | GW | W | G | V | DV | DT | DS | Ptn |
| --- | -------- | -- | - | - | - | -- | -- | -- | --- |
| 1   | België   | 3  | 3 | 0 | 0 | 9  | 2  | +7 | 9   |
| 2   | Engeland | 3  | 2 | 0 | 1 | 8  | 3  | +5 | 6   |
| 3   | Tunesië  | 3  | 1 | 0 | 2 | 5  | 8  | −3 | 3   |
| 4   | Panama   | 3  | 0 | 0 | 3 | 2  | 11 | −9 | 0   |

|                                               |                                |       |        |                                                                                             |
| 18 juni 2018 «onderlinge duels» 18:00 (UTC+3) | België                         | 3 – 0 | Panama | Olympisch Stadion Fisjt, Sotsji Toeschouwers: 43.257 Scheidsrechter: Janny Sikazwe (Zambia) |
| 18 juni 2018 «onderlinge duels» 18:00 (UTC+3) | Mertens 47' R. Lukaku 69', 75' |       |        | Olympisch Stadion Fisjt, Sotsji Toeschouwers: 43.257 Scheidsrechter: Janny Sikazwe (Zambia) |

|                                               |                                                               |       |           |                                                                                             |
| 24 juni 2018 «onderlinge duels» 15:00 (UTC+3) | Engeland                                                      | 6 – 1 | Panama    | Strelka Stadium, Nizjni Novgorod Toeschouwers: 43.319 Scheidsrechter: Gehad Grisha (Egypte) |
| 24 juni 2018 «onderlinge duels» 15:00 (UTC+3) | Stones 8', 40' Kane 22' (pen.), 45+1' (pen.), 62' Lingard 38' |       | 78' Baloy | Strelka Stadium, Nizjni Novgorod Toeschouwers: 43.319 Scheidsrechter: Gehad Grisha (Egypte) |

|                                               |                   |       |                        |                                                                   |
| 28 juni 2018 «onderlinge duels» 21:00 (UTC+3) | Panama            | 1 – 2 | Tunesië                | Mordovia Arena, Saransk Scheidsrechter: Nawaf Shukralla (Bahrein) |
| 28 juni 2018 «onderlinge duels» 21:00 (UTC+3) | Meriah 33' (e.d.) |       | Youssef 51' Khazri 66' | Mordovia Arena, Saransk Scheidsrechter: Nawaf Shukralla (Bahrein) |

FEPAFUT · A-internationals · Selecties · Bondscoaches · Panamees vrouwenelftal · Panama U21 · Panama U20 · Panama U19 · Panama U18 · Panama U17
1930 – 1949 · 
1950 – 1959 · 
1960 – 1969 · 
1970 – 1979 · 
1980 – 1989 · 
1990 – 1999 · 
2000 – 2009 · 
2010 – 2019 ·
2020 – 2029
CGC 1991 · 
CGC 1993 · 
CGC 1996 · 
CGC 1998 · 
CGC 2000 · 
CGC 2002 · 
CGC 2003 · 
CGC 2005 · 
CGC 2007 · 
CGC 2009 · 
CGC 2011 · 
CGC 2013 · 
CGC 2021
WK 2018
1938 · 
1939 · 
1940 · 
1941 · 
1942 · 1943 · 1944 · 1945 · 
1946 · 
1947 · 
1948 · 
1949 · 
1950 · 
1951 · 
1952 · 
1953 · 
1954 · 
1955 · 
1956 · 
1957 · 
1958 · 
1959 · 
1960 · 
1961 · 
1962 · 
1963 · 
1964 · 
1965 · 
1966 · 
1967 · 
1968 · 
1969 · 
1970 · 
1971 · 
1972 · 
1973 · 
1974 · 
1975 · 
1976 · 
1977 · 
1978 · 
1979 · 
1980 · 
1981 · 
1982 · 
1983 · 
1984 · 
1985 · 
1986 · 
1987 · 
1988 · 
1989 · 
1990 · 
1991 · 
1992 · 
1993 · 
1994 · 
1995 · 
1996 · 
1997 · 
1998 · 
1999 · 
2000 · 
2001 · 
2002 · 
2003 · 
2004 · 
2005 · 
2006 · 
2007 · 
2008 · 
2009 · 
2010 · 
2011 · 
2012 · 
2013 · 
2014 · 
2015 · 
2016 · 
2017 ·
2018 ·
2019 ·
2020 ·
2021 ·
2022 ·
2023 ·
2024
Anguilla ·
Argentinië · 
Armenië · 
Aruba · 
Bahama's ·
Bahrein ·
Barbados ·
België · 
Belize · 
Bermuda · 
Bolivia · 
Brazilië · 
Canada · 
Chili · 
Colombia · 
Costa Rica · 
Cuba · 
Curaçao ·
Denemarken ·
Dominica · 
Dominicaanse Republiek · 
Ecuador · 
El Salvador · 
Engeland · 
Grenada · 
Guadeloupe ·
Guatemala · 
Guyana · 
Haïti · 
Honduras · 
Iran · 
Jamaica · 
Japan · 
Kameroen ·
Mexico · 
Montserrat ·
Nederlandse Antillen · 
Nicaragua · 
Noord-Ierland ·
Noorwegen ·
Paraguay · 
Peru · 
Portugal · 
Puerto Rico · 
Qatar ·
Saint Lucia · 
Saoedi-Arabië ·
Servië ·
Spanje · 
Taiwan · 
Trinidad en Tobago ·
Tunesië ·  
Uruguay ·  
Venezuela · 
Verenigde Staten ·
Wales ·
Zuid-Afrika ·
Zuid-Korea ·
Zwitserland
België (2018) ·
Engeland (2018) ·
Tunesië (2018)